# Mar de Somov

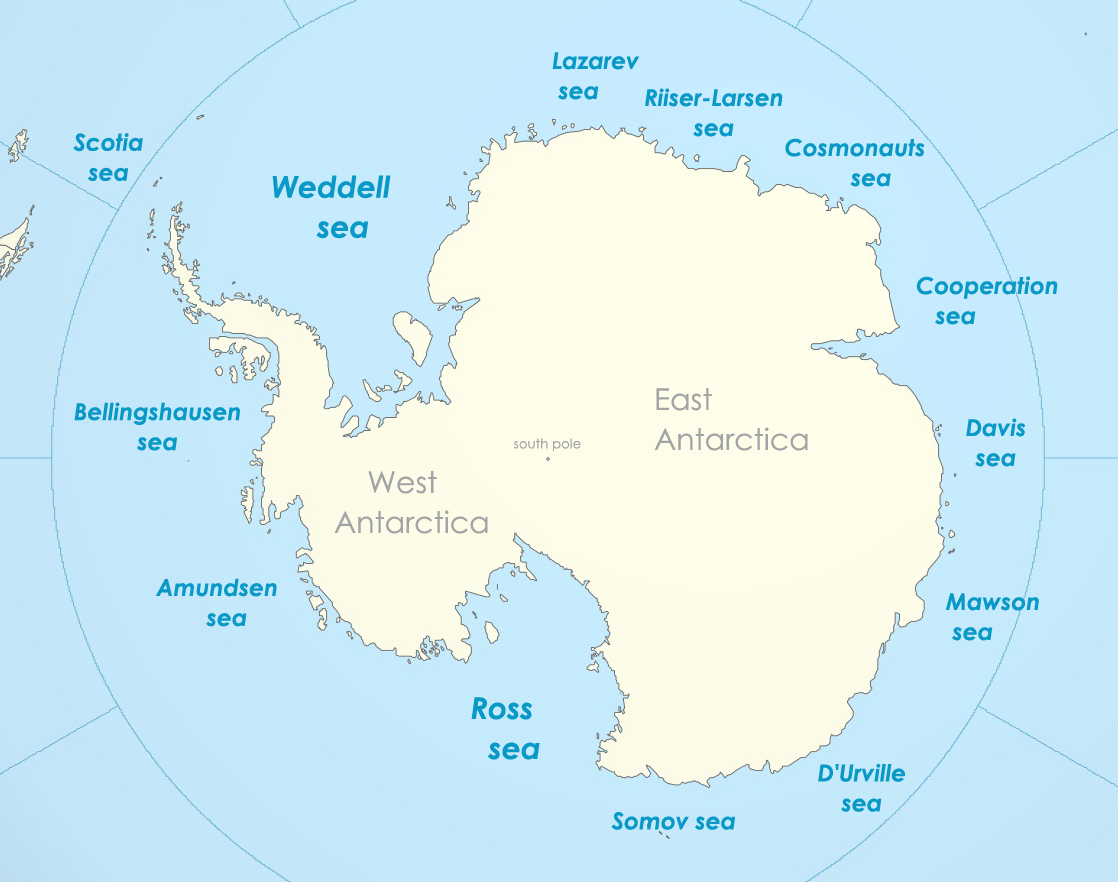
O Mar de Somov faz parte do Oceano Antártico.

Mar de Somov é o nome proposto para um mar marginal do Oceano Antártico, situado a norte da parte mais oriental da Antártida Oriental, a norte da Costa de Oates, Terra de Vitória e Costa de Jorge V, entre os meridianos 150°E e 170°E. A oeste fica o Mar de D'Urville. A leste do Cabo Adare, em 170°14' Este, fica o Mar de Ross.
O nome foi proposto pela delegação russa ao projeto de denominação de mares de 2002 da Organização Hidrográfica Internacional (OHI).  Este projeto não foi aprovado ainda pela OHI e o documento de 1953, que não inclui o "mar de Somov", continua em vigor. As autoridade geográficas e editores de mapas e atlas não incluem o nome, exceto as da esfera russa.